# Toxorhina mendosa
Toxorhina mendosa är en tvåvingeart som beskrevs av Alexander 1935. Toxorhina mendosa ingår i släktet Toxorhina och familjen småharkrankar. Inga underarter finns listade i Catalogue of Life.